# Jäkälävaara (berg)
Jäkälävaara är ett berg i Finland. Det ligger i Enontekis i landskapet Lappland, i den norra delen av landet, 900 km norr om huvudstaden Helsingfors. Toppen på Jäkälävaara är 501 meter över havet.
Terrängen runt Jäkälävaara är huvudsakligen platt. Trakten runt Jäkälävaara är nära nog obefolkad, med mindre än två invånare per kvadratkilometer. Det finns inga samhällen i närheten. Omgivningarna runt Jäkälävaara är i huvudsak ett öppet busklandskap.